# Judith Vittet
Judith Vittet (Parigi, dicembre 1984) è un'attrice e artista francese.

## Biografia
È nota per aver interpretato il ruolo di Miette ne La città perduta.
In precedenza aveva interpretato Lili in Personne ne m'aime (1994). Ha anche avuto un ruolo in Nelly e Mr. Arnaud (1995) e K (1997).

## Filmografia
- Personne ne m'aime, regia di Marion Vernoux (1994)
- La città perduta (La cité des enfants perdus), regia di Jean-Pierre Jeunet e Marc Caro (1995)
- Nelly e Mr. Arnaud (Nelly et Monsieur Arnaud), regia di Claude Sautet (1995)
- K, regia di Alexandre Arcady (1997)